# Tyler James Williams

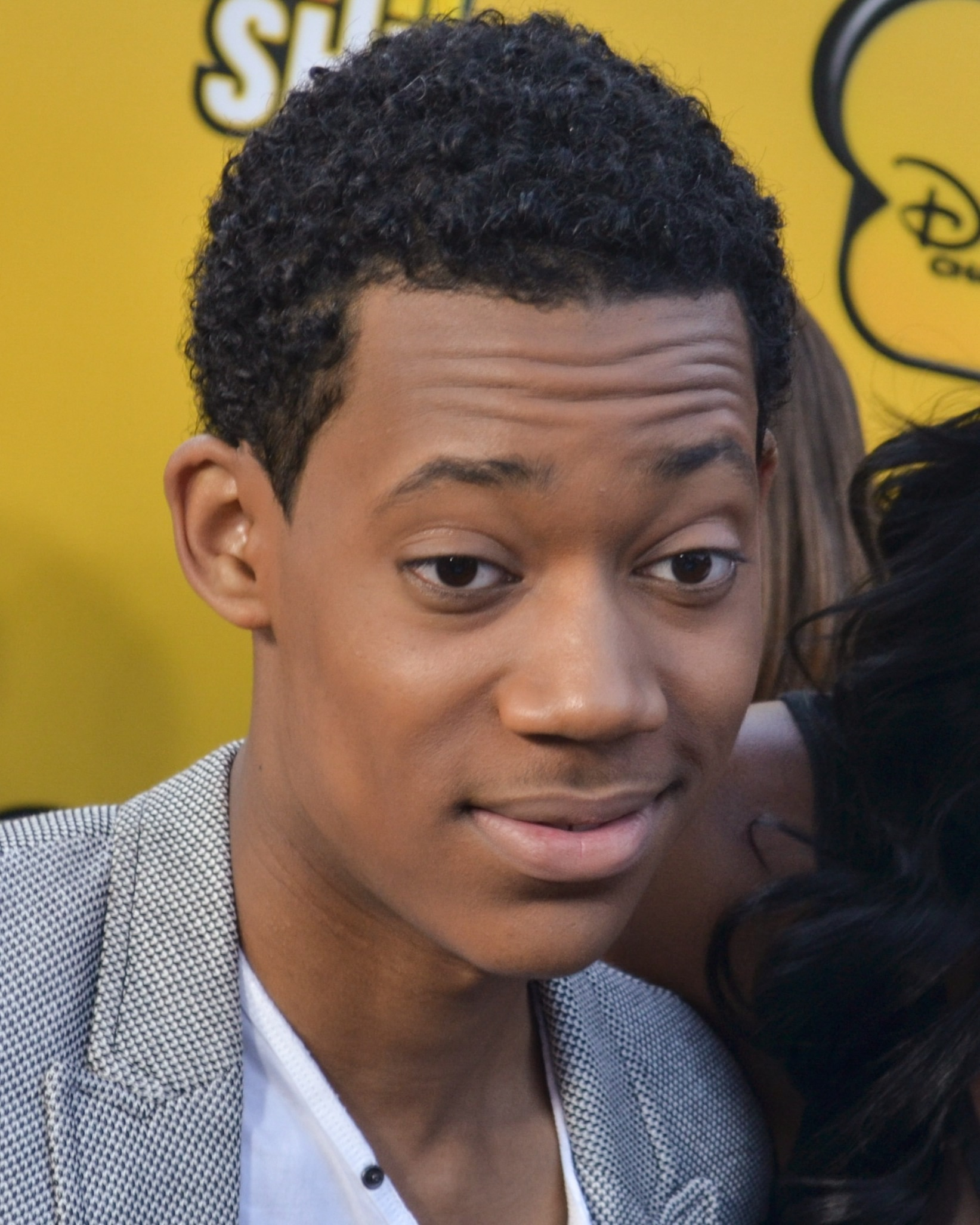
Tyler James Williams (2012)

Tyler James Williams (* 9. Oktober 1992 im Westchester County, New York) ist ein US-amerikanischer Filmschauspieler. Bekannt wurde er durch die Hauptrolle in der Comedy-Serie Alle hassen Chris.
2006 war er bei den Image Awards als „Bester Schauspieler in einer Comedyserie“ nominiert.
Bei den Golden Globe Awards 2023 gewann er die Auszeichnung in der Kategorie Bester Nebendarsteller – Drama- oder Komödien-/Musical-Serie für seine Rolle in Abbott Elementary.

## Filmografie (Auswahl)
- 2000–2005: Sesamstraße (Sesame Street, Fernsehserie, US-amerikanische Version, eine Episode)
- 2005: Law & Order: Special Victims Unit (Fernsehserie, eine Episode)
- 2005: Das schnelle Geld (Two for the Money)
- 2006: Oh je, du fröhliche (Unaccompanied Minors)
- 2006: Yankee Irving – Kleiner Held ganz groß! (Everyone’s Hero, Stimme)
- 2006: Lucas, der Ameisenschreck (The Ant Bully, Stimme)
- 2005–2009: Alle hassen Chris (Everybody Hates Chris, Fernsehserie, 88 Episoden)
- 2009: True Jackson (True Jackson, VP, Fernsehserie, eine Episode)
- 2011: Dr. House (House, Fernsehserie, eine Episode)
- 2012: Let It Shine – Zeig, was Du kannst! (Let It Shine, Fernsehfilm)
- 2012: S3 – Stark, schnell, schlau (Lab Rats, Fernsehserie, eine Episode)
- 2012–2013: Go On (Fernsehserie, 19 Episoden)
- 2014: Dear White People
- 2014–2015: The Walking Dead (Fernsehserie, 10 Episoden)
- 2015: Criminal Minds (Fernsehserie, eine Episode)
- 2015: Ballers (Fernsehserie, 2 Episoden)
- 2016–2017: Criminal Minds: Beyond Borders (Fernsehserie, 26 Episoden)
- 2017: Detroit
- 2018: Dear White People (Fernsehserie, 2 Episoden)
- 2019: Whiskey Cavalier (Fernsehserie, 13 Episoden)
- 2019: Mutant Outcasts (Enhanced)
- 2019: The Wedding Year
- 2021: The United States vs. Billie Holiday
- seit 2021: Abbott Elementary (Fernsehserie)
- 2023: Harley Quinn (Fernsehserie, Stimme, eine Episode)